# Kaingang (langue)
Cet article concerne la langue kaingang. Pour le peuple kaingang, voir Kaingang.
Le kaingang, ou caingangue (autonyme kanhgág), est une langue de la famille des langues jê parlée au Brésil.

## Classification
Le kaingang est un des langues du sous-groupe des langues jê du Sud. Il est parlé par les Amérindiens du groupe kaingang. La langue est parlée dans les États brésiliens de Paraná, Santa Catarina, de São Paulo et de Rio Grande do Sul.  

## Dialectes
Le kaingang qui est parlée sur une zone géographiquement étendue se répartit en plusieurs dialectes, le kaingang du Paraná, le kaingang de São Paulo et le kaingang du Sud-Est. 

## Écriture
| a | á | ã | e | é | f | g | h | i | ĩ | j | k | m | n | nh | o | ó | p | r | s | t | u | ũ | v | y | ỹ |